# .mh
.mh es el dominio de nivel superior geográfico (ccTLD) para Islas Marshall.